# Тропилелапсоз
Тропилелапсо́з — інвазійна хвороба розплоду бджолиної сім'ї, що викликається гамазовим кліщем Tropilaelaps clareae, характерною рисою збудника якої є маленькі щетинки на дорсальній поверхні тіла.
Основним джерелом інвазії є уражені кліщем бджоли.
У результаті захворювання відзначається загибель печатного розплоду, з'являються недорозвинені робочі бджоли і трутні.
В Україні офіційно захворювання не встановлене.